# Fazao Malfakassa nationalpark
Fazao Malfakassa nationalpark är den största av tre nationalparker i Togo, de andra är Kéran och Fosse aux Lions. Nationalparken ligger mellan regionerna Kara och Centrale i ett kuperat våtmarksområde. Parken har dramatiska vyer med bergshöjder och vackra vattenfall. Nationalparken utgör en del av gränsen till Ghana. Fondation Franz Weber har fått tillstånd av regeringen att förvalta parken i 25 år, med början 1990 och slut 2015. Nationalparken är indelad i två delar: Forest Classée Du Fazao som har skogens största biologiska mångfald och den halvfuktiga Malfacassa Zone de Chasse där besökare kan vandra i den kuperade terrängen.
Nationalparken grundades 1975 genom sammanslagning av två reservatskogar skapade 1951: Fazao (1 620 kvadratkilometer och Malfakassa (300 kvadratkilometer)). Forest Classée Du Fazao innehåller det mesta av den biologiska mångfalden i skogen, medan besökare går på vandring i de klippiga kullarna i Malfacassa Zone de Chasse. Terrängen består av "savannaskog ... bra bestånd av galleriskog ... , submontan skog och grästäckta kullar." 
Sedan 8 januari 2002 är nationalparken uppsatt på Togos tentativa världsarvslista.

## Fauna
1990 var elefanter vanliga i nordöstra Togo. När landet var i ett tillstånd av politisk oro i början av 1990-talet blev tjuvjakt ett stort problem. År 2007 hade populationen reducerats till en kvarleva i parken. Antalet elefanter i parken uppskattades till cirka 50 2003. Parken är en av två platser i Togo i CITES Monitoring of Illegal Killing of Elephants Program. Sedan 8 januari 2002 är nationalparken uppsatt på Togos tentativa världsarvslsita.
Det totala antalet kända fågelarter är 244, från och med 2008. men det finns sannolikt många fler.
Antiloparter i parken, baserade på flygundersökningar från 1984, är:
- Buskbock
- Maxwells dykare
- Blåbandad dykare (uppskattat antal 450)
- Svartryggad dykare
- Gulryggad dykare
- Grådykare (uppskattningsvis 450)
- Ellipsvattenbock (uppskattningsvis 450)
- Kob (Kobus kob kob) (uppskattningsvis 3200)
- Hästantilop (uppskattningsvis 200)
- Västlig hartebeest (uppskattningsvis 100)
- Oribi